# Bébé et le Vieux Marcheur
Pour plus de détails, voir Fiche technique et Distribution.
Bébé et le Vieux Marcheur est un film muet français réalisé par Louis Feuillade sorti en 1912.

## Fiche technique
- Titre : Bébé et le Vieux Marcheur
- Réalisation : Louis Feuillade
- Scénario : Louis Feuillade
- Société de production : Société des Établissements L. Gaumont
- Pays d'origine :  France
- Langue : film muet avec les intertitres en français
- Format : Noir et blanc — 35 mm — 1,33:1 — Muet
- Métrage : 179 m
- Genre : Comédie
- Durée : 6 minutes
- Date de sortie : 
  - France : janvier 1912

## Distribution
- René Dary : Bébé (comme Clément Mary)
- Nelly Palmer : la gouvernante
- Edmond Bréon : le vieux marcheur

## Signification du titre
Vers 1900, marcheur signifie « Débauché, viveur, et plus spéc. dans le tour vieux marcheur, vieillard lubrique, coureur de jupons. » (INALF; Roger Alexandre Les mots qui restent, 1901). Voir le « roman dialogué » de Henri Lavedan (disponible sur Gallica, publié en 1895 et populaire à l'époque du film. Une explication de l'origine du terme marcheur se trouve presque une centaine d'années plus tôt dans la chanson Le grand marcheur de Béranger.